# FX Networks
FX Networks, LLC, também conhecida como FX Networks e FX Productions, é uma empresa que consiste em uma rede de canais a cabo, mais uma produtora e uma subsidiária do segmento Disney General Entertainment Content da The Walt Disney Company. Originalmente parte da 21st Century Fox, a empresa foi adquirida pela The Walt Disney Company em 20 de março de 2019. Consequentemente, a FX Networks foi integrada à unidade recentemente renomeada da Walt Disney Television.

## História
A Fox Broadcasting iniciou sua unidade fX em novembro de 1993 sob a presidência de Anne Sweeney. Chuck Saftler foi contratado em novembro de 1993. Vindo da estação de TV KTLA, Mark Sonnenberg foi recrutado como primeiro chefe de programação. Em 1 de junho de 1994, o canal a cabo fX estreou. No início do mês seguinte, a presidente da Fox Broadcasting, Lucie Salhany, e fX foram então transferidos em uma reorganização logo depois sob a supervisão do presidente e CEO da Fox Television, Chase Carey.
Em meados de julho de 1994, um canal irmão de filme foi anunciado sob o nome de trabalho de The Fox Movie Studio, também sob o título de presidente da fX e Fox Movie Studio, para começar a ir ao ar no outono. A FX Networks lançou o Fox Movie Studio em 31 de outubro de 1994 como fXM: Movies from Fox. Em 1 de março de 2000, o fXM: Movies from Fox foi renomeado para Fox Movie Channel. Sweeney partiu para a Disney em fevereiro de 1996. Ela foi substituída por Sonnenberg, que ficou até 1998. Peter Liguori foi nomeado para substituí-lo.
O canal FX289 para o Reino Unido e a Irlanda foi lançado em janeiro de 2004 e depois rebatizado como FX, pois se moveu para o Sky EPG em abril de 2005. O canal foi rebatizado como Fox em 11 de janeiro de 2013.
John Landgraf ingressou como presidente de entretenimento em 2004 e depois foi promovido em 2005 a presidente e gerente geral da FX Networks. Nesse período, as séries originais da FX aumentaram de duas para 11, o que foi um fator para iniciar uma produtora interna.
Em agosto de 2007, a FX Productions foi formada para participar da programação do FX. O FX adquiriu uma série de filmes não-Fox para os canais. Landgraf foi elevado a CEO da FX Networks e FX Productions em junho de 2013, ao assumir o comando da plataforma de vídeo sob demanda digital FXNow. Em 28 de março de 2013, o presidente da FX, John Landgraf, anunciou o lançamento de um novo canal, FXX. Landgraf descreveu o canal como "um pouco mais focado em comédia" e voltado para o público mais jovem de 18 a 34 anos em comparação com a programação do FX e espectadores com idades entre 25 e 54 anos, respectivamente. O canal foi lançado juntamente com o novo slogan, "Fearless", que foi implementado durante 2013 nos canais da FX Networks. Esses anúncios faziam parte dos planos da FX Networks para se distinguir ainda mais da "mesmice" da televisão aberta e seus "imitadores sem fim" na TV por assinatura. Também naquele mês, o Fox Movie Channel mudou seu nome de volta para FXM.
Em junho de 2017, a atriz de 101 anos Olivia de Havilland entrou com uma ação contra a FX Networks e o produtor Ryan Murphy por retratá-la de forma imprecisa e usar sua imagem sem permissão. Em 26 de março de 2018, um tribunal de apelações da Califórnia rejeitou o processo por motivos da Primeira Emenda.
Ampliando a partir da co-produção da FX-BBC, Taboo, em outubro de 2018 a FX concordou em dar à BBC UK direitos para todos os programas com roteiro originais futuros e selecionados da FX.
Em 14 de dezembro de 2017, a The Walt Disney Company anunciou que iria adquirir a 21st Century Fox, incluindo a FX Networks, LLC. A aquisição foi concluída em 20 de março de 2019, tornando a FX Networks uma subsidiária da Walt Disney Television. Em uma entrevista de setembro de 2018 à Variety sobre o acordo Disney-Fox, Landgraf disse: "Acho que este é um passo necessário. Tenho curiosidade e um pouco de ansiedade sobre como isso funcionará, mas estou muito animado com isso.
Em 2017, a Comcast lançou o FX+; o serviço foi encerrado em 20 de agosto de 2019, com quatro programas mudando suas estreias para o Hulu. A programação do FX foi movida para o Hulu como "FX on Hulu" em 2 de março de 2020 com um número limitado de programas.

## Redes

### FX
FX, originalmente estilizado como "fX", lançado em 1.º de junho de 1994. A programação original da rede aspira aos padrões dos canais a cabo premium no que diz respeito a temas e conteúdos maduros, escrita de alta qualidade, direção e atuação. FX também carrega reprises de filmes teatrais e sitcoms de rede terrestre. A rede transmitiu de um grande "apartamento" no Flatiron District de Manhattan. fX foi uma das primeiras incursões na televisão interativa em larga escala. O canal centrava-se na programação original, que era transmitida ao vivo todos os dias do "fX Apartment", e retransmissões de programas de televisão clássicos das décadas de 1960, 1970 e 1980, como Batman, Wonder Woman, Eight Is Enough, Nanny and the Professor e The Green Hornet. O fX teve dois slogans durante este período: "TV Made Fresh Daily" e "The World's First Living Television Network". O "f" no nome e logotipo do canal foi renderizado em letras minúsculas para retratar um tipo de simpatia descontraída; o "X" estilizado representava as raízes do canal: os holofotes cruzados do logotipo da 20th Century Fox.
O canal se orgulhava de sua interatividade com os espectadores. O fX, em 1994, foi um dos primeiros a adotar a internet, adotando o e-mail e a World Wide Web como métodos de feedback. A maioria dos programas apresentaria respostas instantâneas a perguntas enviadas por e-mail, e um programa, Backchat (apresentado por Jeff Probst), foi dedicado exclusivamente a responder ao e-mail dos espectadored, seja enviado por e-mail ou correio postal tradicional.

### FX Movie Channel
FX Movie Channel (ou FXM) lançado em 31 de outubro de 1994 como FXM: Movies from Fox (antes de seu lançamento, o canal era originalmente chamado de "Fox Movie Studio"). Originalmente lançado como um spinoff do FX, o canal focado em filmes da biblioteca de filmes da 20th Century Fox dos anos 1930 aos anos 1970, juntamente com alguns outros estúdios de cinema. O FXM tornou-se um canal de marca separada em 1.º de março de 2000, quando foi renomeado para Fox Movie Channel.
Em 1.º de janeiro de 2012, a programação do Fox Movie Channel foi dividida em dois blocos de 12 horas: sua programação principal, das 3h00 às 15h00 Hora do Leste, era um bloco sem comerciais que retinha os filmes mais antigos da biblioteca da 20th Century Fox. Outro bloco, chamado FX Movie Channel, as outras 12 horas consistiam em uma lista expandida de filmes mais recentes da Fox e alguns dos outros estúdios de cinema.
Em 27 de março de 2013, o Fox Entertainment Group anunciou que o Fox Movie Channel seria totalmente rebatizado com o nome e formato FXM. O FX Movie Channel se tornou a marca principal do canal em setembro de 2013; o bloco de filme clássico manteve o nome Fox Movie Channel até 9 de junho de 2014, quando o bloco (que mantém um formato sem comerciais) foi renomeado para FXM Retro.

### FXX
Destinado a jovens na faixa etária de 18 a 34 anos, o FXX é um canal de televisão paga lançado em 2 de setembro de 2013, substituindo o Fox Soccer voltado para esportes; O FXX é um canal de entretenimento geral que se concentra principalmente em comédias (enquanto o FX se concentra principalmente em séries dramáticas e filmes, embora o FX e o FXX não mantenham o mesmo formato exclusivo de gênero como TBS e TNT, pois o FX continua a ter comédias e filmes cômicos, enquanto o FXX traz uma seleção limitada de séries dramáticas e filmes; sua programação inclui séries de comédia originais e adquiridas, alguns longas-metragens e séries dramáticas.
Com o lançamento do canal, episódios inéditos de algumas séries de comédia originais do FX (como It's Always Sunny in Philadelphia e Totally Bised with W. Kamau Bell) foram transferidos para o FXX. No seu lançamento, a maioria dos provedores que têm acordos para transportar o FXX colocaram o canal em pacotes esportivos de custo extra (apesar de ser um serviço de entretenimento geral) como um artefato de acordos de transporte com o proprietário anterior do espaço do canal do FXX, Fox Soccer; isso foi resolvido com o tempo, com FX e FXX localizados próximos um do outro em algumas linhas de canais.

### FXNOW
FXNOW é um site para computadores desktop, bem como um aplicativo para smartphones e tablets, junto com o Windows 10. Ele permite aos assinantes de provedores de televisão por assinatura participantes (como Time Warner Cable e Comcast Xfinity) inúmeras opções de visualização:
- episódios individuais das séries originais do FX e FXX (que são disponibilizados na manhã após sua data de exibição original[25]),
- séries adquiridas (mais notavelmente, o catálogo de 552 episódios das primeiras 25 temporadas de Os Simpsons, que foi adicionado em 21 de agosto de 2014 como parte da aquisição da FXX dos direitos de distribuição de assinatura da série, mas desde então foi transferido para o serviço de streaming Disney+) e longas-metragens (com uma biblioteca inicial de 165 títulos de filmes, que aumentou para mais de 200 títulos a partir de 2015),[26][27]
- O conteúdo adicional inclui recursos de bastidores em computadores e dispositivos móveis por meio do login do TV Everywhere fornecido por seu provedor de assinatura.
- A capacidade de assistir a programação da Fox foi introduzida em 2018, juntamente com a programação FX/FXX sendo adicionada ao aplicativo FOXNOW, esse recurso foi removido em março de 2019, devido à aquisição da FX Networks pela Disney.

Lançado em janeiro de 2014, o serviço também está disponível através de dispositivos iOS, Android, Samsung e Windows 8 (mais tarde Windows 10), Xbox One e Xbox 360, e o reprodutor de streaming Roku. Embora o serviço esteja disponível gratuitamente para assinantes de provedores de TV por assinatura participantes, os programas disponíveis para streaming no FXNOW apresentam interrupção comercial.

#### FX+
Em setembro de 2018, a Fox lançou oficialmente o FX+, um serviço de streaming com todas as séries originais do FX e FXX, de The Shield até os dias atuais, sem anúncios. Inicialmente, o serviço foi disponibilizado nos Estados Unidos exclusivamente para assinantes do Xfinity no outono de 2017. Os assinantes Xfinity, Armstrong e Cox têm acesso ao FX+ direto por meio de seus decodificadores por meio de plataformas de vídeo sob demanda desses provedores, além das opções de streaming. Em julho de 2019, foi anunciado no site do serviço que ele deixaria de estar disponível em 21 de agosto de 2019, como resultado da aquisição quase total do Hulu pela The Walt Disney Company e mudança do conteúdo FX para esse serviço; caso contrário, seu modelo sem anúncios seria efetivamente duplicado com o plano sem comerciais do Hulu.

### FX on Hulu
FX on Hulu, um hub de streaming dedicado para FX Networks, lançado em 2 de março de 2020. Além da grande maioria da programação original do FX e exibição no dia seguinte das séries atuais do FX, o FX produziria novas séries originais especificamente para o Hulu. O Hulu é de propriedade majoritária da Disney, a empresa-mãe do FX.
Em novembro de 2019, quatro programas foram transferidos do Hulu: Devs, Mrs. America, A Teacher e The Old Man. Como parte da "primeira fase" de 2 a 7 de março de 2020, o FX on Hulu foi lançado com 40 programas atuais e de biblioteca, com quatro programas originais estreando no FX antes de serem disponibilizados no Hulu no dia seguinte. A fase dois começou em 15 de abril com a estreia de Mrs. America junto com outros dois programas originais e uma série de documentários.

### FX Entertainment
FX Entertainment é a divisão da FX Networks que supervisiona a programação original da marca FX, incluindo FX Productions. Foi formada em maio de 2019 como parte da reestruturação executiva da FX Networks após a aquisição pela Disney. Em 10 de junho de 2019, a Disney anunciou que tanto a FX Entertainment quanto a Disney Television Studios compartilhariam a mesma divisão de elenco.

#### FX Productions
FX Productions (FXP) é a produtora interna da FX Networks. O estúdio atualmente produz séries para FX, FXX e FX on Hulu, bem como TBS (Miracle Workers). No passado, eles também fizeram séries para Amazon Prime Video (One Mississippi) e Fox (The Cool Kids).